# إل جي بي تي فورويار

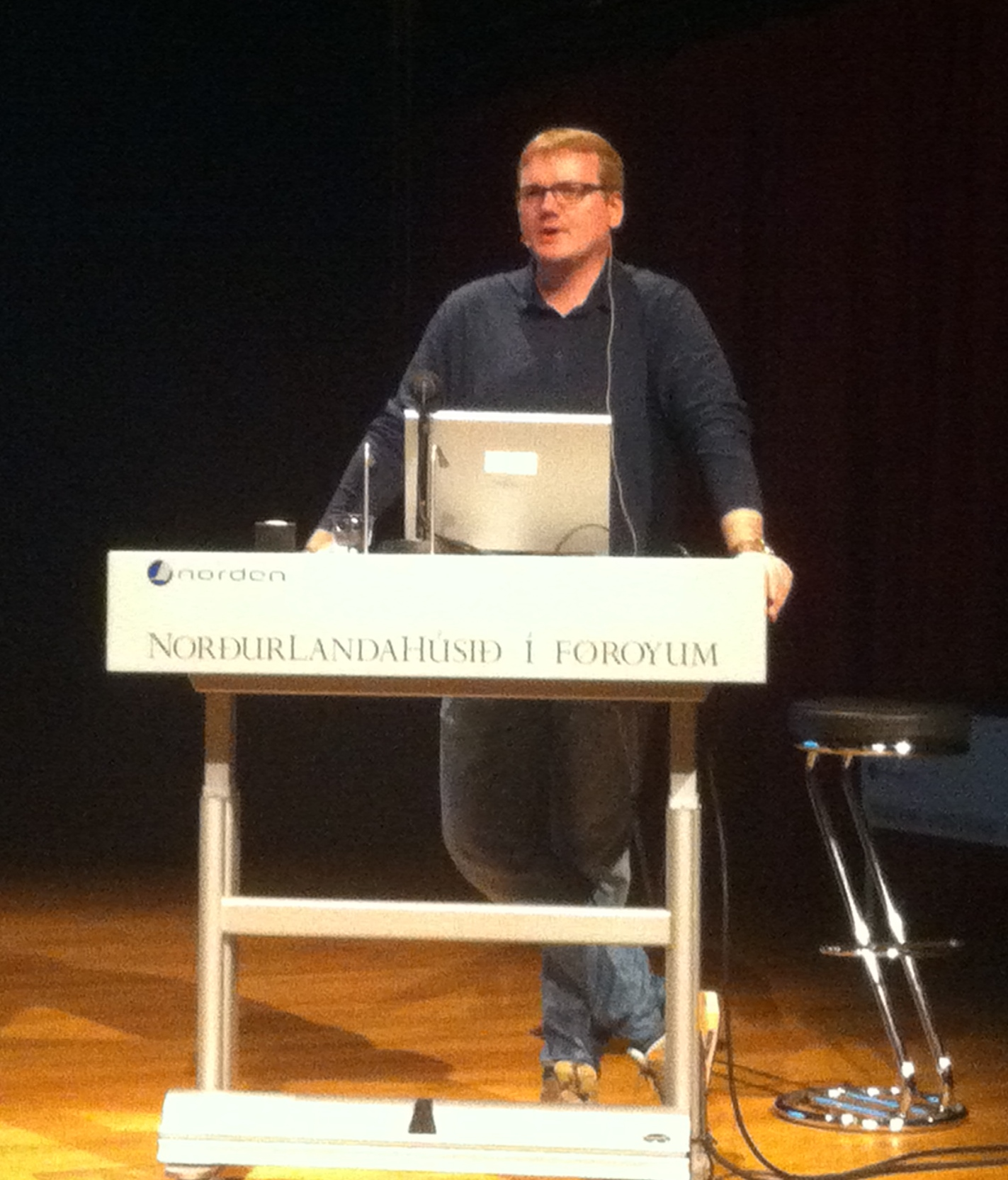
أيلر فاغراكليت رئيس جمعية إل جي بي تي فورويار يلقي خطابا في فعاليات فخر فارو عام 2015

إل جي بي تي فورويار (بالدنماركية: LGBT Føroyar)‏ هي جمعية ضغط سياسي للأشخاص المثليين والمثليات، ومزدوجي الميول الجنسية والمتحولين جنسيا في جزر فارو.
تأسست الجمعية في 1 يونيو 2011. ورئيسها هو أيلر فاغراكليت.
هدف الجمعية هو العمل على المساواة السياسية، والاجتماعية، والثقافية، وفي مكان العمل، وفي كل مستوى من مستويات المجتمع للمثليين، والمثليات، ومزدوجي الميول الجنسية والأشخاص المتحولين جنسيا. تسعى الجمعية إلى العمل ضد التمييز وللضغط لغرض التأثير على المشرعين، على سبيل المثال في مجالات مثل زواج المثليين، وتبني المثليين للأطفال، والتلقيح الاصطناعي للمثليات، وحقوق المتحولين جنسيا.
حققت المجموعة نجاحًا ملحوظًا عندما تم تقنين زواج المثليين في جزر فارو من قبل برلمان جزر فارو في 29 أبريل 2016، والذي دخل حيز التنفيذ في 1 يوليو 2017.

## وصلات خارجية
- Almenna heimasíðan hjá LGBT